# Thorens
Thorens — всемирно известный производитель проигрывателей виниловых пластинок. Компания была основана Германом Торенсом (Hermann Thorens) в 1883 году в швейцарском городе Сан-Круа. Штаб-квартира компании ныне с 2018 года размещается в немецком городе Бергиш-Гладбах (нем. Bergisch Gladbach).

## История компании
Компания Thorens была основана Германом Торенсом (Hermann Thorens) в 1883 году в швейцарском городе Сент-Круа. Изначально компания производила часы и часовые механизмы, музыкальные шкатулки, но постепенно все её производство перепрофилировалось на аудиорынок. На сегодняшний день Thorens является старейшей из существующих компаний аудиоиндустрии. В классический период фирмой Торенс было выпущено более 1 300 000 проигрывателей, что является абсолютным рекордом среди компаний занимающихся производством проигрывателей винила.
Основатель Герман Торенс возглавлял компанию с 1883 по 1943 годы. При жизни и после смерти Германа Торенса в структуре компании активно работали его родственники — Альберт, Фредерик, Пауль, Жан-Пауль, Роберт и Реми.
В 2000 году компанию возглавил Хайнц Рорер, которому удалось вывести компанию из кризиса. Он сформировал новые принципы деятельности Thorens, реорганизовал структуру организации и модернизировал производство.
В 2018 во главе Thorens встал Гюнтер Кёртен. Он имеет большой опыт руководящей работы в компаниях Denon и Elac в должности управляющего директора. Меломан, коллекционер виниловых пластинок и проигрывателей Thorens. В настоящее время Гюнтер Кёртен пытается сформировать новую концепцию производства, весьма воодушевленно и не без оснований считая, что у именитой компании есть поистине большой потенциал для развития. Новый руководитель компании прекрасно разбирается в мельчайших тонкостях создания и реализации новых задумок при производстве виниловых проигрывателей. В интервью он признался, что считает винил лучшим решением для воспроизведения музыки.

### Обзор истории компании Thorens и выпускаемой продукции
- 1883 — В Сент-Круа, Швейцария, основан семейный бизнес Германа Торенса по производству музыкальных шкатулок и часов, часовых механизмов.
- 1898 — Выпущены первые фонографы эдиссоновского типа
- 1906 — Начат выпуск рупорных граммофонов для шеллаковых пластинок
- 1913-1964 — производство зажигалок
- 1914-1952 — производство гармоник
- 1927 — Существенно изменился формат компании, которая из семейного бизнеса была трансформирована в акционерное общество Hermann Thorens SA.
- На протяжении пятидесяти лет (1913-1964) компания занималась производством зажигалок с автоматическим поджигом, которые стали прообразами продукции, выпускаемых компанией Zippo. Кроме этого, в ассортименте компании были механические бритвы Thorens Riviera
- 1928 — Запатентован и запущен в производство первый в истории электромотор прямого привода для граммофонов.
- 1929 — Запатентован первый звукосниматель с движущимся магнитом, ставший предшественником современных звукоснимателей ММ типа. Применение этой инновации позволило вывести воспроизведение звука на принципиально новый, более качественный уровень.
- 1933 — Начата разработка и производство радиоприемников и звукоснимателей Omnix с рекордно низким прижимом 110г
- 1935 — В производство запущены 6 патентованных ламповых радиоприемников
- 1940 — Начато производство профессиональных станков для записи пластинок и продолжен выпуск звукоснимающих головок
- 1942 — Производство первого проигрывателя с автоматической сменой пластинок CD 30 (по лицензии фирмы Гаррард)
- 1943 — 13 октября скончался основатель фирмы Герман Торенс
- 1944 — Представлены электродинамические картриджи Fugue, Gavotte, Rondo и пьезоэлектрический звукосниматель Crystal
- 1947 — Производство Thorens перемещается в новые заводские помещения в Крисье-Рене, Швейцария
- 1948 — Выпуск двухмоторного проигрывателя CD 50, способного проигрывать пластинки с обеих сторон. Создание радиоприемника New Century с дистанционным управлением.
- 1949 — представлено устройство WR 5161 (по лицензии Armour, USA)
- 1950 — Представлены проигрыватели с тремя скоростями: CB 33, CD 43 and CD 63
- 1952 — Название компании изменено с Hermann Thorens SA на Thorens SA
- 1954-1960 — Производство механических бритв Thorens «Rivera»
- 1954 — С данного момента фирма выпускает устройства класса Hi-Fi и маркировкой «High-Fidelity» Прекращен выпуск переносного граммофона Excelda.
- 1957 — Производство модели TD 124 с роликово-пассиковым приводом, который обладал 10-ваттным мотором и специальным магнитным тормозом для контроля скорости, компания Thorens окончательно закрепилась на рынке в качестве ведущего производителя высококачественных проигрывателей виниловых пластинок. Также был выпущен ламповый монофонический усилитель PR 15.
- 1958-1961 — Представлены модели TD 184, TD 134 и TD 135 обладавшие фирменными тонармами собственного производства, смогли сформировать полноценную линейку проигрывателей.
- 1959 — Выпуск лампового стереоусилителя PR 24
- 1962 — Выпуск уникального проигрывателяс автоматической сменой пластинок TD 224 класса hi-fi. Выпуск TD 121 (TD 124 без стробоскопа).
- 1963 — Thorens SA объединяется с компанией Paillard SA (Швейцария). Музыкальные шкатулки и часы теперь производятся на предприятии Жана-Поля Торенса Melodies SA в Лаберсоне.
- 1965 — Выпуск модели TD 150 с тонармом TP 13
- 1966 — Слияние Thorens с компанией Вильгельма Франца (Wilhelm Franz) EMT, ребрендинг до названия Thorens-Franz AG и перевод производственных мощностей, а также отделов по исследованию/разработке в Германию.
- Выпуск версии TD 124 II с тонармом TP14.
- 1968 — Выпуск модели TD 125 с электронным управлением и тонармом TP 25.
- 1969 — Выпуск модели TD 150 Mk II с новым тонармом TP 13A
- 1972 — Начало производства легендарного TD 160, тонарма TP 16, и дальнейшее развитие TD 125 с тонармом TP 16
- 1975 — Представлена модель TD 126 с электронным управлением и тонармом TP 16. К этому году на рынок был выпущен 500-тысячный проигрыватель компании Thorens.
- 1976 — Выпуск тонарма Isotrack с революционно низкой эффективной массой. Выпуск модели TD 126 Mk II с тонармом TP 16 Mk II. Торенс начинает выпуск высококлассного ресивера AT 410
- 1978 — В модельный ряд Торенса добавлены аппараты TD 110, TD 115, TD 126 Mk III, ресивер AT 403, кассетная дека PC 650, громкоговорители Sound Wall и головки звукоснимателя. Разработка устройства для точного измерения рокота в проигрывателях Thorens Rumpelmesskoppler, после внедрения этот уникальный измерительный прибор применялся в сравнительных анализах проигрывателей по всему миру.
- 1977-1981 — Модель TD 126 Mk III, получившая высокую оценку международной аудиопрессы как идеальный проигрыватель, оснащается и продаётся практически с любыми тонармами, имеющимися на рынке. Выпуск моделей TD 104 and TD 105, проигрывателей бюджетного ценового диапазона
- 1979 — Разработка продвинутой модели Thorens Reference, ставшей эталоном для целей винила. Это была попытка компании создать лучший проигрыватель виниловых дисков без ограничений бюджета, которая увенчалась ошеломительным успехом. Всего было изготовлено и продано 100 экземпляров проигрывателей Thorens Reference.
- 1981-1983 — Внедрение модели TD 226 с вакуумным прижимом пластинок и пространством для двух тонармов и возможностью установки 12-дюймовых тонармов.
- 1982 — Выпуск на рынок профессионального проигрывателя TD 524, не имеющего в то время аналогов. Выпуск усовершенствованных моделей TD 166 Mk II, TD 160 Mk II, TD 110 Mk II и TD 115 Mk II. Выпуск модели TD 147 с функцией автостопа
- 1983 — К столетию основания компании появился бескомпромиссный проигрыватель премиум-класса «Prestige», не имеющего аналогов. Это модель референсного уровня, вес которой составлял 55 килограмм. Выпуск юбилейных моделей TD 126 «Centennial» и TD 147 «Jubilee»
- 1984 — Разработка нового дизайна и выпуск проигрывателя TD 320
- 1985 — Выпущены модели TD 316, TD 318 и TD 321
- Структура компании реорганизована, Торенс разделен на три независимые компании: Thorens-Cabasse Vertriebs GmbH, Thorens Produktions GmbH и EMT-Franz GmbH
- 1986 — Выпуск моделей TD 520 и TD 521, продолжение линейки TD 126. Представлена публике модель «Phantasie», вариант TD 320, полностью выполненный из акрила. Выпуск модели TD 280 без подвесного шасси
- Подразделение компании Melodies SA переходит к компании Reuge SA, Сан-Круа
- 1988 — Выпуск тонарма с новым дизайном TP 90. Создан оригинальный концепт Thorens Concrete с основанием, выполненным из бетона. Выпуск модели TD 535, профессионального проигрывателя для дискотек
- 1989 — Разработка проигрывателя класса hi-end TD 2001
- 1990 — Выпуск продвинутой модели TD 3001 класса hi-end, дальнейшее усовершенствование линейки TD 2001
- 1990-1991 — Перенос производственных мощностей Торенс на новую фабрику во Фризенхайме возле Лара, а подразделения по продажам, маркетингу и поставкам — в другое здание в районе Лара. Производство малобюджетных проигрывателей в Пирн, Саксония (бывшая Восточная Германия)
- 1991 — Выпуск нового тонарма TP 50 и модели TD 180
- 1992 — Выпуск модели TD 290, проигрывателя класса high-end для аудиофилов со средним бюджетом
- 1993 — В Лодзе (Польша) продолжен выпуск низкобюджетных моделей Торенс
- 1994 — Разработка и внедрение новых фирменных компонентов Торенс. Первые устройства, выпущенные на рынок в этой линейке, это высококлассный предусилитель и усилитель мощности, получившие фирменное название Торенс Consequence. Представлена классическая линейка Торенс, ламповый предварительный усилитель и усилитель мощности
- Создание компании Thorens Laboratory в Берлине с целью разработки и производства аудио компонентов класса high-end. Выпуск CD-проигрывателя, ЦАП и тюнера RDS
- 1996 -1998 — В семействе Thorens Consequence появляется пара мощных моноблочных усилителей, уникальное устройство для защиты от сетевых помех, интегральный усилитель TIA 2003 и CD-проигрыватель TCD 2300 с использованием ламп в выходном каскаде. Представлена модель TD 295 с обновлённым дизайном и усовершенствованный Торенс Ambiance
- 1999 — Выпущены последние модели проигрывателей Торенс TD 325 и TD 190
- 2000 — Фабрика Торенс в городе Лар была закрыта из-за кризиса. От этого банкротства также пострадала фирма Thorens Laboratory в Берлине
- За маркетинг, продажи и распространение стала отвечать компания Sintron Vertriebs GmbH
- В Иффезхайме возле Баден-Бадена также были развернуты новые производственные мощности
- В этом же году владельцем компании стал Хайнц Рорер
- 2002 — В результате реструктуризации компания Thorens была заново зарегистрирована в Швейцарии.
- 2005 — представлен новый виниловый проигрыватель TD800 и линейка электронных компонентов Thorens Electronic. Благодаря грамотной маркетинговой политике и продуманной стратегии продвижения изготовленных виниловых вертушек, со стороны Thorens произошло разделение на три основные линейки — верхнюю, среднюю и начальную.
- 2009 — оказался достаточно богатым в обновлении модельного рядя компании. Выпущен проигрыватель TD 309 с фигурной формой стола и подпружиненным субшасси Tri-Balance и тонарм TP92. На базе TD309 выпущена целая линейка проигрывателей TD209, TD206 и TD203. Также были представлены новые топовые модели проигрыватели TD350 и TD550
- 2009 — 2010 — начат выпуск электронных компонентов — фонокорректоры TEP 302, модели MM 008 ADC (с аналого-цифровым преобразователем) и MM 008, MM 002, гибридный предусилитель Thorens TEP 3800, гибридный моноблок Thorens TEM 3200.
- 2011 — выпущены проигрыватели TD2015 и TD2035, корпуса выполнены из акрила и обладающей широкой палитрой цветов отделки.
- 2015 — Компания Thorens представила прототипы новой 900й серии проигрывателей, в которую вошли модели TD 903, TD 905, TD 907
- 2018 — Владельцем компании становится Гюнтер Кёртен. В конце года были представлены две новые модели TD 201 и TD 202.
- 2019 — На международной выставке Munich High End Show компания Thorens представила совершенно новые модели: топовый, полностью автоматический проигрыватель TD 148A, первый в истории компании Hi-Fi проигрыватель с прямым приводом TD 402DD. Проигрыватели TD 1600 и TD 1601, их название — явный намек на то, что обе модели стали реинкарнацией популярнейшего в свое время проигрывателя Thorens TD 160. Также был представлен прототип всемирно известной модели проигрывателя TD 124. Это переосмысление того самого, полюбившегося во всем мире проигрывателя, но, в новой модели привод проигрывателя стал не роликовым, а прямым в связи с чем модель обрела приставку DD (Direct Drive). Ещё одним знаковым событием является выпуск первого катушечного магнитофона Thorens TM 1600 High уровня.

## Легендарные проигрыватели Thorens

### Thorens TD-124
Проигрыватель высочайшего уровня, до сих пор способный конкурировать с любым современным проигрывателем Hi-End уровня. В нём впервые применен смешанный пассиково-роликовый привод диска, сочетающий достоинства обоих. Сменная площадка под тонарм изготовлена из дерева и дает возможность использовать тонармы любой длины. Массивное литое шасси явно перекликается с изделиями компании EMT. В 2019 году представлена обновленная версия этого проигрывателя с прямым приводом TD124DD.

### Thorens TD-150
В этом проигрывателе впервые применена трехточечная пружинная подвеска субшасси. Площадка под тонарм традиционно изготовлена из дерева. Корпус изготовлялся из ценных пород дерева. Именно этот проигрыватель стал прототипом для легендарного Linn LP12, ставшего культовым и выпускаемого до настоящего времени. В 2018 компанией Thorens представлена линейка TD-1600, за основу которой взята концепция TD-150.

### Thorens TD-160
Серия TD-145, 160, 166 — весьма простые, недорогие проигрыватели, но отличающиеся качеством изготовления и потрясающей музыкальностью. Используется фирменная трехточечная пружинная подвеска субшасси. Стал прототипом современной линейки TD903-905-907.

### Thorens TD-125
Культовый виниловый проигрыватель. Создан уже после слияния компаний Thorens и EMT. Сконцентрировал в себе все новейшие разработки обеих компаний. Тяжелое литое шасси установлено на трех мощных пружинах, площадка под тонарм изготовлена из дерева и дает возможность легкой замены тонарма. На базе этой модели, компанией EMT был создан единственный в линейке пассиковый профессиональный проигрыватель EMT928. В 1973 году в СССР на базе TD-125 с тонармом SME 3009 был разработан проигрыватель Электроника Б1-01 (а позднее Б1-011), который выпускался более 10 лет и стал одним из лучших советских проигрывателей.

### Thorens Reference и Prestige
Лучшие виниловые проигрыватели, задавшие стандарт и вектор развития для всей аудиоиндустрии.

## Собственники компании

### Герман Торенс
Основатель компании Герман Торенс занимал главную руководящую должность с 1883 по 1943 годы (с момента её основания и до собственной кончины). Благодаря этому человеку мир аудиотехники начал свое становление, а за счет сбалансированного руководства серьёзно развился и вывел производство проигрывателей виниловых пластинок на высочайший уровень.
При жизни и после смерти Германа Торенса в структуре компании активно действовали его родственники — Альберт, Фредерик, Пауль, Жан-Пауль, Роберт и Реми. Не исключено, что именно подобная семейственность позволила развиваться этому бизнесу на протяжении очень длительного времени.

### Хайнц Рорер
В 2000 году компанию приобрел и возглавил Хайнц Рорер. Благодаря Хайнцу, качественными проигрывателями могли воспользоваться люди с разным уровнем достатка. Предпринимателю за шестнадцать лет своей деятельности удалось реорганизовать структуру организации и модернизировать производство. С изменением технологий и появлением новых материалов, существенно улучшился и маркетинг. Именно Хайнц Рорер реализовал концепцию продажи виниловых пластинок с записями классической музыки. Сочетание инженерии и рационально-коммерческого подхода помогло Рореру вывести компанию из кризиса и сформировать новые принципы её деятельности. Большое внимание во время правления Рорера уделялось изменению характеристик, а также модернизации внешнего вида выпускаемой продукции.

### Гюнтер Кёртен
В 2018 компанию возглавил Гюнтер Кёртен — человек, который много внимания стал уделять тому, чтобы все клиенты оставались довольны звучанием аудиотехники. Нынешний владелец компании приобрел Thorens у Хайнца Рорера. Гюнтер Кёртен имеет большой опыт руководящей работы в компаниях Denon и Elac на позициях управляющего директора. Новый владелец компании уделяет большое внимание истории Thorens и выпускаемому модельному ряду. Гюнтер Кёртен пытается сформировать новую концепцию производства, не без оснований считая, что у именитой компании есть поистине большой потенциал для развития. Новый руководитель компании прекрасно разбирается в мельчайших тонкостях создания и реализации новых задумок при производстве виниловых проигрывателей. В интервью владелец компании признался, что считает винил лучшим решением для воспроизведения музыки.

## Использованные ссылки
Официальный сайт компании
Интервью: "Хайнц Рорер, Thorens: «Винил пережил ленты и кассеты, компакт-диск и DVD-аудио»
В мае 2018 года у компании Thorens появился новый владелец Гюнтер Кёртен
Thorens и винил: занимательная история механики
История Торенс